# Bronisław Żołnierczyk
Bronisław Franciszek Żołnierczyk (ur. 21 marca 1940 w Sanoku, zm. 24 października 2020 w Przemyślu) – polski ksiądz rzymskokatolicki, działacz społeczny, członek Kapituły Metropolitalnej w Przemyślu, członek Zarządu Głównego Towarzystwa Pomocy św. Brata Alberta, krajowy duszpasterz bezdomnych.

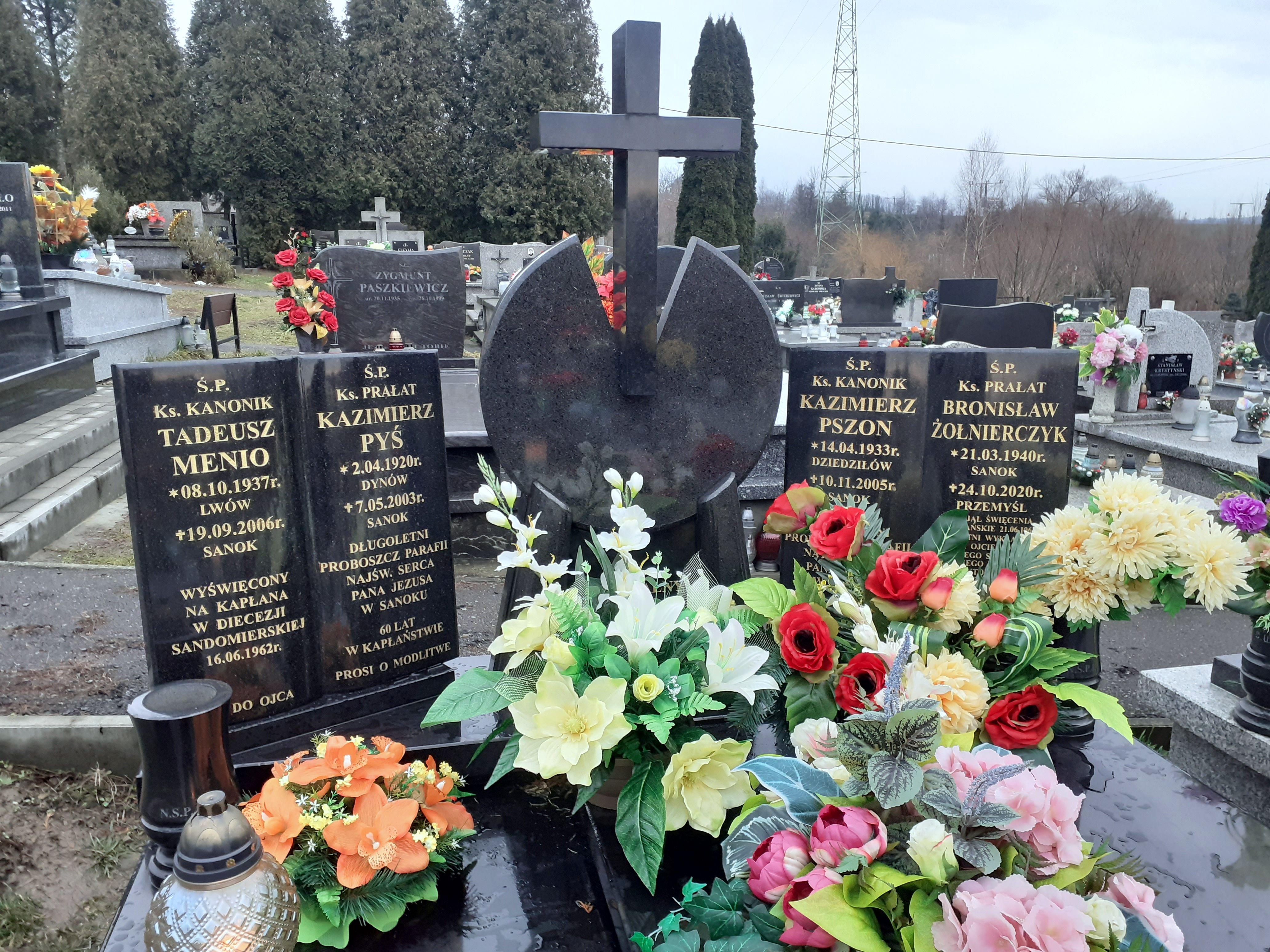
Miejsce pochówku ks. Bronisława Żołnierczyka

## Życiorys

### Młodość i studia
Syn Macieja i Franciszki. W 1958 ukończył Zespół Szkół Mechanicznych w Sanoku uzyskując tytuł technika mechanika w specjalności budowa samochodów. Następnie wstąpił do Wyższego Seminarium Duchownego w Przemyślu, gdzie ukończył teologię (1964). Po otrzymaniu święceń kapłańskich kontynuował studia na Katolickim Uniwersytecie Lubelskim na wydziale biblistyki.

### Praca duszpasterska i społeczna
Pracę zawodową podjął w Tarnowskiej Woli, a następnie w Rzeszowie, Sieniawie, Krośnie, Jaśle i Jarosławiu. Był wykładowcą i ojcem duchownym w przemyskim seminarium (1970-1986), a także założycielem Caritas Kleryków. Z jego inicjatywy powstały też organizacje społeczne niosące pomoc potrzebującym (Duszpasterstwo Osób Niewidomych, Ruch Wiara-Światło „Muminki” – dla Podkarpacia), a także zainicjował szereg działań na rzecz niesienia pomocy dzieciom z domów dziecka, pogotowia opiekuńczego i ośrodka szkolno-wychowawczego, rodzinom wielodzietnym, ludziom starszym z domów spokojnej starości. Uczestniczył też w działalności Braci Albertynów.
Od 1985 roku był dyrektorem Caritas Archidiecezji Przemyskiej. W tym czasie założył świetlice dla dzieci, Stacje Opieki Pielęgnacyjnej i Medycznej, a także pracował z dziećmi i młodzieżą uzależnioną od narkotyków w Stowarzyszeniu Pomocy Dzieciom „Familia”, pomagał Miejskiemu Ośrodkowi Pomocy Społecznej i Zarządowi Miasta. Zajmował się także doposażaniem szpitali w Przemyślu (wyposażenie medyczne dla oddział urologii Szpitala Wojewódzkiego), Szpitala Psychiatrycznego w Żurawicy i Specjalnego Ośrodka Szkolno-Wychowawczego dla dzieci głuchoniemych i niedosłyszących. Stale współpracował z Polskim Związkiem Emerytów, Rencistów i Inwalidów, Polskim Stowarzyszeniem Diabetyków, Polskim Towarzystwem Walki z Kalectwem i z organizacją Harcerstwa Polskiego. Zainicjował powstanie szkolnych kół „Caritas”, Kół Towarzystwa Pomocy im. św. Brata Alberta, założył także kuchnię dla najbiedniejszych rodzin, schronisko dla mężczyzn oraz Dom Matki i Dziecka w Przemyślu. Jest organizatorem licznych pielgrzymek. Pracę dyrektora Caritas zakończył w 2000 roku dalej prowadząc wykłady w przemyskim Kolegium Katechetycznym.
Zmarł 24 października 2020. Został pochowany w grobowcu kapłanów na Cmentarzu Posada w Sanoku 27 października 2020.

## Wyróżnienia
- Zasłużony dla Województwa Rzeszowskiego
- Zasłużony dla gminy Zagórz
- Nagroda „Józef”, przyznana przez Radio Rzeszów, TV Rzeszów i „Super Nowości”, za rok 1999 w kategorii osobowości[4]
- Złoty Krzyż Zasługi (2007)[5]
- Honorowe Obywatelstwo Przemyśla (2006)